# Wspólnota administracyjna Marktheidenfeld
Wspólnota administracyjna Marktheidenfeld – wspólnota administracyjna (niem. Verwaltungsgemeinschaft) w Niemczech, w kraju związkowym Bawaria, w rejencji Dolna Frankonia, w regionie Würzburg, w powiecie Main-Spessart. Siedziba wspólnoty znajduje się w mieście Marktheidenfeld, przy czym nie jest ono członkiem wspólnoty.
Wspólnota administracyjna zrzesza jedną gminę miejską (Stadt), jedną gminę targową (Markt) oraz siedem gmin wiejskich (Gemeinde): 
- Birkenfeld, 2160 mieszkańców, 29,15 km²
- Bischbrunn, 1866 mieszkańców, 8,50 km²
- Erlenbach bei Marktheidenfeld, 2388 mieszkańców, 15,33 km²
- Esselbach, 2036 mieszkańców, 10,33 km²
- Hafenlohr, 1833 mieszkańców, 11,33 km²
- Karbach, gmina targowa, 1403mieszkańców, 24,15 km²
- Roden, 1052 mieszkańców, 20,05 km²
- Rothenfels, miasto, 1016 mieszkańców, 12,07 km²
- Urspringen, 1313 mieszkańców, 17,99 km²